# CaixaForum València
CaixaForum València és un centre cultural de La Caixa, situat a la Ciutat de les Arts i les Ciències de València.

## Edifici

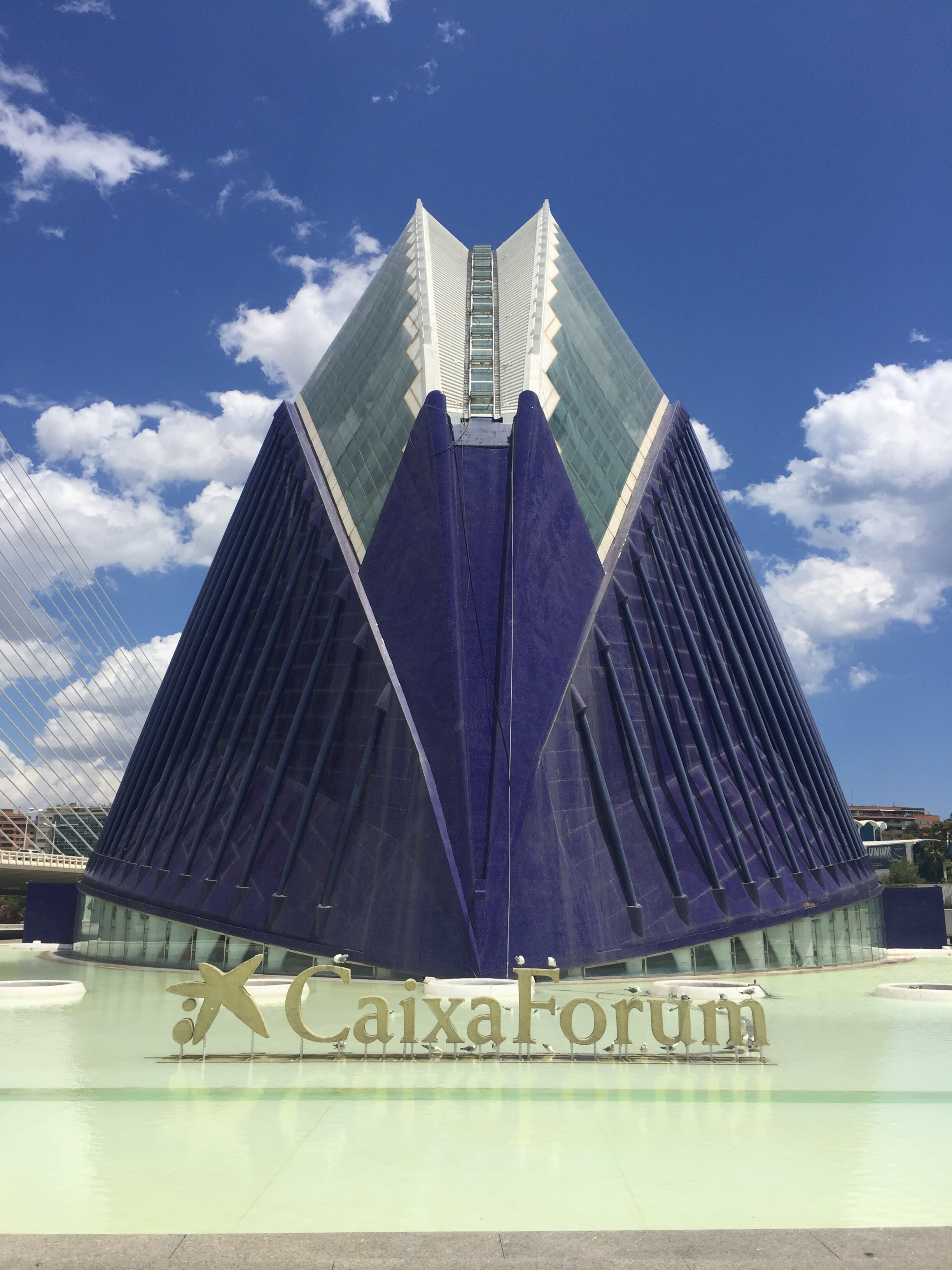
Caixa Forum (2024)

És obra de l'estudi Cloud 9 amb la direcció de l'arquitecte Enric Ruiz-Geli. Té una superfície útil de 6.500 m² i disposa de dues sales d'exposicions que se situen a la planta baixa, a més d'aules polivalents, un auditori, espais familiars i educatius, una llibreria i un restaurant.
Les obres van començar l'any 2018 a l'interior de l'edifici Àgora, una gran plaça coberta dissenyada per l'arquitecte Santiago Calatrava a la Ciutat de les Arts i les Ciències de València, entre el pont de l'Assut de l'Or i l'Oceanogràfic.

## Activitats i exposicions
S'hi realitzen exposicions d'art, cicles de conferències, concerts i espectacles, com també jornades socials i tallers educatius i familiars que s'adrecin a tots els públics.
La programació inaugural inclou les exposicions Horitzó i límit. Visions del paisatge, Faraó. Rei d'Egipt i un espai d'experimentació i debat: #ElNúvol{IA], sobre l'ús de la intel·ligència artificial en l'educació a través d'un recorregut interactiu per a conèixer projectes internacionals de recerca.